# استفان لورنز
استفان لورنز (انگلیسی: Stefan Lorenz؛ زادهٔ ۱۹ سپتامبر ۱۹۸۱) بازیکن فوتبال اهل آلمان است.
از باشگاه‌هایی که در آن بازی کرده‌است می‌توان به باشگاه فوتبال روت‌وایس اسن و باشگاه فوتبال وولفسبورگ اشاره کرد.